# Gypsophila petraea
Gypsophila petraea là loài thực vật có hoa thuộc họ Cẩm chướng. Loài này được (Baumg.) Rchb. mô tả khoa học đầu tiên năm 1832.